# 红毛蛇根草
红毛蛇根草（学名：Ophiorrhiza rufipilis）为茜草科蛇根草属的植物，为中国的特有植物。分布在中国大陆的云南等地，生长于海拔1,200米的地区，一般生于密林下，目前尚未由人工引种栽培。